# Karpe Diem
Karpe Diem est un groupe de hip-hop norvégien, originaire d'Oslo. Formé en 2000, le groupe est composé de Magdi Omar Ytreeide Abdelmaguid, Chirag Rashmikant Patel et de leur DJ, Marius Thingvald (connu comme DJ En som heter Marius). 
Les trois se sont rencontrés à l'école de commerce d'Oslo en 2000. Ils travaillent et contribuent au développement de la culture hip-hop norvégienne, en langue norvégienne (bokmål). C'est le groupe de rap norvégien le plus connu de Scandinavie et ils sont actuellement soutenu par la radio NRJ Norge (Norvège). Leur tube Glasskår (cassons de verre) fut très populaire auprès des jeunes en Norvège et dans le reste de la Scandinavie.

## Biographie
Magdi et Chirag se rencontrent pour la première fois en 1998 à l'Handelsgymnasium d'Oslo, où ils étudiaient et faisait de la musique chacun de leur côté. Le groupe se forme en 2000, en particulier pour prendre part au Ungdommens kulturmønstring (UKM). Magdi Omar Ytreeide Abdelmaguid est né le 3 juin 1984, et a des racines égyptiennes qu'il a hérité de son père, et des origines norvégiennes héritées de sa mère née à Stryn, Sogn og Fjordane. Le père de Magdi a étudié à l'Université d'Oslo, et été diplômé dans les domaines de l'Asie et de l'Afrique. Chirag Rashmikant Patel est né le 20 juillet 1984 à Lørenskog. Son père indien a immigré depuis l'Ouganda et Chirag a grandi à Oslo. Sa mère vient de Gujarat, en Inde. Le père de Chirag a étudié à l'Université d'Oslo et a obtenu son diplôme dans les médias et la communication,.
Leur premier album, Glasskår EP, publié en 2004, est un succès commercial, et le single-titre, Glasskår, atteint la neuvième place du VG-lista, pendant six semaines et est certifié disque d'or. Leur premier album studio s'intitule Rett fra hjertet, et est publié en 2006. Il atteint la dixième place du VG-lista et se vend à 18 000 exemplaires. L'album est nommé dans la catégorie de meilleur album au Spellemannprisen de 2006, et Karpe Diem remporte un Alarmprisen en 2007. Leur album Fire Vegger (2008) est aussi un gros succès. L'album compte plus de 30 000 exemplaires vendus, atteignant la 3e place des charts norvégiens. Aldri solgt en løgndevient leur troisième album à succès, premier des charts, et permet au groupe de remporter un Spellemannprisen dans la catégorie de meilleur album hip-hop, et dans la catégorie de single de l'année pour Ruter. L'album emporte aussi un prix Bendiksenprisen, un Almennyttige Ærespris par le Sigval Bergesen d.y. et une reconnaissance internationale par MTV Europe Music Awards en 2010.
Le groupe attire l'intérêt des médias lorsqu'il accepte de chanter Tusen tegninger et une version modifiée de Byduer i dur à la Oslo Domkirke Cathedral. Ce même événement se fait en commémoration des attaques norvégiennes de 2011. Magdi étant musulman, et Chirag Patel hindou, ils deviennent un symbole,.
Ils remportent le Spellemannprisen 2012 dans la catégorie pop, pour l'album Kors på halsen, Ti kniver i hjertet, Mor og Far i døden. En novembre 2013, Karpe Diem est honoré du P3 Award.

## Distinctions
- 2008 : Spellemannprisen dans la catégorie hip-hop, pour l'album Fire Vegger
- 2010 : Spellemannprisen dans la catégorie This years [pellemann
- 2012 : Spellemannprisen dans la catégorie pop, pour l'album Kors på halsen, Ti kniver i hjertet, Mor og Far i døden
- 2013 : P3 Gull dans la catégorie P3 Prize
- 2016 : P3 Gull dans la catégorie groupe scénique de l'année
- 2016 : P3 Gull dans la catégorie chanson de l'année, pour le single Lett å være rebell i kjellerleiligheten din

## Discographie
- 2004 : Glasskår
- 2006 : Rett fra hjertet
- 2008 : Fire vegger
- 2010 : Aldri solgt en løgn
- 2016 : Heisann Montebello

## Clip
- Piano, 2006
- Show, 2006
- Stjerner, 2008
- Vestkantsvartinga, 2008
- Firogtyvegods, 2009
- Krølla 50-lapp y'all, 2009
- Byduer i dur 2010
- Ruter, 2010
- Tusen tegninger 2011
- Her, 2012
- Påfugl, 2012
- Toyota'n til Magdi, 2012
- Attitudeproblem, 2016
- Au Pair, 2016
- Den islamske elefanten, 2016
- Gunerius, 2016
- Hus/hotell/slott brenner, 2016
- Hvite menn som pusher 50, 2016
- Lett å være rebell i kjellerleiligheten din, 2016